# NGC 6190
NGC 6190 (również PGC 58458 lub UGC 10443) – galaktyka spiralna (Sc), znajdująca się w gwiazdozbiorze Smoka. Odkrył ją Lewis A. Swift 30 października 1883 roku.